# Dolichopeza (Dolichopeza) corybantes
Dolichopeza (Dolichopeza) corybantes is een tweevleugelige uit de familie langpootmuggen (Tipulidae). De soort komt voor in het Afrotropisch gebied.